# Töss-Stafette

Das Logo der Töss-Stafette

Die Töss-Stafette ist eine Schulsport-Stafette in Winterthur, die seit 1980 ausgetragen wird und jeweils im Frühjahr stattfindet. Mit bis zu 3350 Teilnehmern und 367 Teams (2014) ist sie hinter «De schnällscht Zürihegel» (wobei dort die Teilnehmer nicht in ihrer Schulzeit antreten und die Veranstaltung von den Turnvereinen organisiert wird) die zweitgrösste Schulsportveranstaltung im Kanton Zürich und einer der grössten in der Schweiz. Sie wird vom Sportamt der Stadt Winterthur veranstaltet.
Der Start- und Zielpunkt der Stafette ist jeweils der Sportplatz Reitplatz in Töss. Da der Reitplatz kein Anschluss an den öffentlichen Verkehr hat und auch die Zufahrt am Tag der Veranstaltung für den Privatverkehr gesperrt ist, werden die Klassen mit Extrabussen zur Veranstaltung gefahren. Während bis ins Jahr 2009 wurde eine Strecke von 22,6 km bestritten, wurde im Jahr 2010 wurde aus organisatorischen Gründen die Streckenführung verändert, neu wird eine Strecke von 16,0 km von 9 anstatt wie bisher 10 Läufern bestritten. Während die alte Streckenführung beidseits dem Fluss Töss folgte und bei der Kyburgbrücke ihren Wendepunkt hatte, führt die neue auch in den Eschenberg-Wald hinein.
Beteiligen können sich Klassen der Mittel- und Oberstufe (4. bis 9. Klasse). Die Teilnehmer rekrutieren sich jeweils aus dem Kanton Zürich (jeweils auch ein paar Teams von ausserhalb), wobei der grösste Teil der Teilnehmer aus der Region Winterthur kommt. Die Veranstaltung ist dank eines Patronats der ZKB kostenfrei für die Teilnehmer.